# Thomas Tallis
Thomas Tallis (n. 1505, Kent, Regatul Angliei – d. 23 noiembrie 1585, Greenwich, Regatul Angliei) a fost un compozitor englez de muzică sacră la curtea regelui Henric al VIII-lea, a reginei Maria I a Angliei (cea Sângeroasă) și a reginei Elisabeta I. Mentor a lui William Byrd.